# Cady Nunatak
Cady Nunatak är en nunatak i Antarktis. Den ligger i Västantarktis. Inget land gör anspråk på området. Toppen på Cady Nunatak är 1 077 meter över havet, eller 73 meter över den omgivande terrängen. Bredden vid basen är 6,3 km.
Terrängen runt Cady Nunatak är huvudsakligen platt, men söderut är den kuperad. Trakten är obefolkad. Det finns inga samhällen i närheten. 